# Кодекс Ботуріні

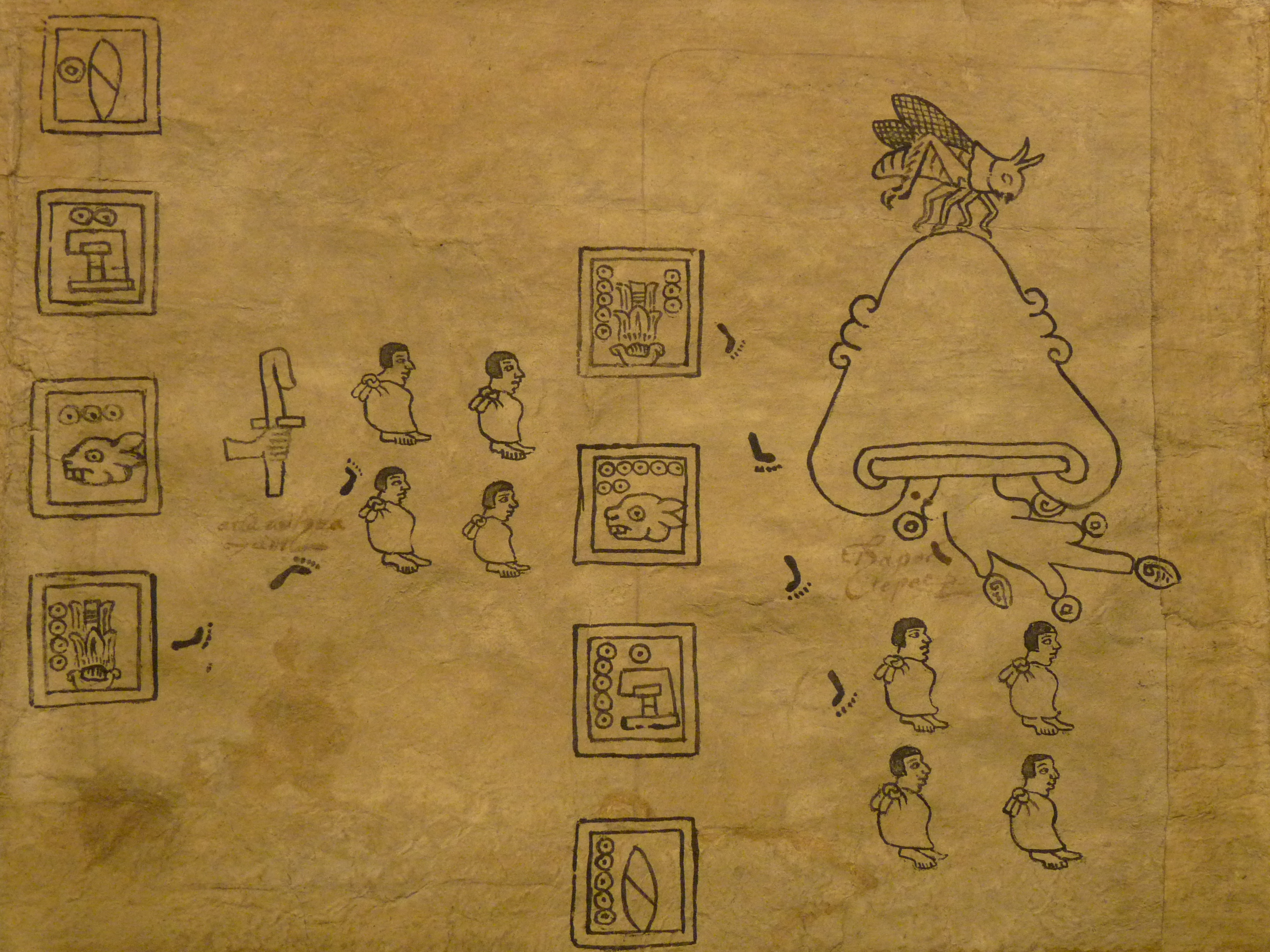
Кодекс Ботуріні (уривок)

Кодекс Ботуріні (Códice Boturini) — один з ацтекських кодексів-рукописів. Складено піктографічною писемністю ацтеків між 1521 та 1540 роками. Автор невідомий. Інші назви «Стрічка Подорожі» та «Музейна стрічка». Назву отримано за іменем одного з перших власників кодексу — відомого історика Лоренцо Ботуріні. натепер зберігається в Національному музеї антропології в Мехіко (Мексика).

## Опис
Стиль і зміст рукопису дозволяють упевнено заявити, що вона була складена в районі Теночтітлана. Являє собою довгий — 19,8x549 см — аркуш паперу з кори фікуса, складений таким чином, що вийшли сторінки, які можна гортати, являє собою своєрідну паперову стрічку. Звідси походить інша назва цього рукопису. Збереглася 21 ціла сторінка, 22-га сторінка обірвана на половині, і кінець рукописи невідомий. За винятком дат, намальованих червоним кольором, малюнки виконані в чорній фарбі — на відміну від інших, звичайно кольорових, кодексів. Більшість епізодів забезпечено стовпцями послідовних дат. Людські фігури переважно зображені групами по 4.
Існують різні думки щодо того, як використовувався кодекс. Це міг бути історичний нарис, що служив довідковим матеріалом, основою для більш докладного трактату або навчальним посібником для тих, хто ще не навчився читати більш складні книги з щільним розташуванням піктограм. Інші дослідники вважають, що цей рукопис було складено спеціально для іспанських завойовників як коротка розповідь про історію і доказ прав корінного народу на свої землі, тому вона досить проста. Разом з тим помітна майстерність художника.

## Зміст
Кодекс оповідає про міфологічну подорож з міфічного Ацтлана в долину Мехіко. У збереженому фрагменті розповідається, як мешикі (самоназва ацтеків) рушили в дорогу близько 1116 року. Вони не йшли прямою дорогою і час від часу робили зупинки на кілька років, потім знову пускалися в дорогу, і через 100 з гаком років оселилися на пагорбі Чапультепек. Рукопис не доходить до заснування ацтеками міста Теночтітлан на озері Тескоко, вона закінчується на тому часу, коли наприкінці XIII ст. ацтеки потрапили в підпорядкування жителям міста Кулуакан, де був принесений в жертву ацтекський вождь-жрець Уіціліуітль. Уся подорож супроводжується різними прикметами, якими керувалися ацтеки.
У кодексі знаходиться низка піктографічних малюнків, що розповідають про усі катаклізми, які траплялися у давні часи. На одному з малюнків зображено Великий потоп. На неповній 22-й сторінці зображені 2 мешика, що звільняються від влади Кулуакана.